# 中三依溫泉站
中三依溫泉站（日语：／ Nakamiyori-onsen eki */?）是位於栃木縣日光市中三依378番2號，野岩鐵道的會津鬼怒川線車站。

## 歷史
- 1986年（昭和61年）10月9日 - 中三依站啟用。
- 2006年（平成18年）3月18日 - 車站改名為中三依溫泉站。

車站啟用當初設有從此站出發或到達的列車班次。

## 車站構造
此站是位於路堤的地面車站，設有1面2線的島式月台，可進行列車交會。此站是無人車站。

### 月台
| 月台 | 路線          | 上下行 | 方向                                     |
| ---- | ------------- | ------ | ---------------------------------------- |
| 1    | ■會津鬼怒川線 | 下行   | 會津高原尾瀨口、會津田島、會津若松方向   |
| 2    | ■會津鬼怒川線 | 上行   | 新藤原、鬼怒川溫泉、東京天空樹、淺草方向 |

## 利用狀況
在2016年度，1年總乘車人次為4,410人。即是一日平均乘車人次為約12人。
以下為近年乘車人次變化。
| 年度               | 一年總 乘車人次 | 一日平均 乘車人次 |
| ------------------ | --------------- | ----------------- |
| 2008年（平成20年） | 6,400           | 18                |
| 2009年（平成21年） | 4,768           | 13                |
| 2010年（平成22年） | 9,229           | 25                |
| 2011年（平成23年） | 5,133           | 14                |
| 2012年（平成24年） | 5,866           | 16                |
| 2013年（平成25年） | 7,595           | 21                |
| 2014年（平成26年） | 6,389           | 18                |
| 2015年（平成27年） | 4,767           | 13                |
| 2016年（平成28年） | 4,410           | 12                |

## 車站周邊
- 國道121號（日语：国道121号）
- 日光市政廳三依分所
  - 三依公民館
- 日光市立三依中學
- 日光市立三依小學
- 三依郵局
- 中三依溫泉中心 男鹿之湯
- 三依 故鄉體驗村

## 相鄰車站
野岩鐵道
■會津鬼怒川線
- ■特急「Revaty會津」停車站

□快速「AIZU山特快」、■普通
湯西川溫泉－中三依溫泉－上三依鹽原溫泉口

## 腳註
1. 1 2  栃木県統計年鑑 （页面存档备份，存于）（日語）

## 外部連結
- 野岩鐵道 中三依溫泉口站 （页面存档备份，存于）（日語）